# Crise do setor imobiliário chinês (2020-presente)

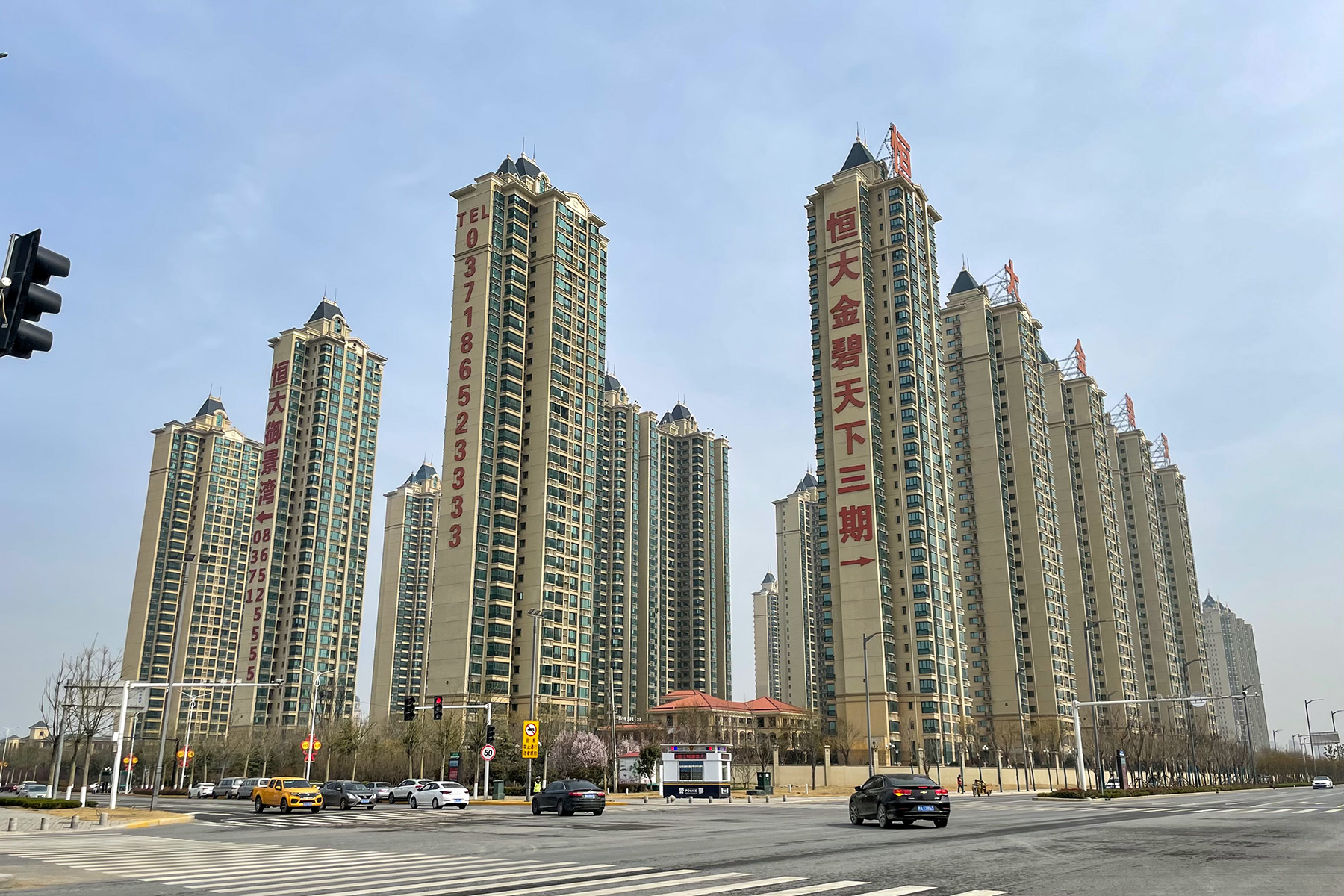
Edifícios residenciais desenvolvidos por Evergrande no condado de Yuanyang, Henan.

A crise do setor imobiliário chinês é uma crise financeira atual iniciada nas dificuldades financeiras do desenvolvedor imobiliário chinês Evergrande Group em 2021
Após o compartilhamento online generalizado de uma carta em agosto de 2021, na qual a empresa supostamente alertava o governo de Guangdong que corria o risco de sofrer uma crise de caixa, as ações da empresa despencaram, impactando os mercados globais e levando a uma desaceleração significativa do mercado estrangeiro investimento na China durante o período de agosto a outubro de 2021.
Após vários pagamentos de dívidas perdidos pela Evergrande e uma série de rebaixamentos por agências de classificação internacionais, Evergrande finalmente deu o calote em um título offshore no início de dezembro, depois de decorrido um período de carência de um mês. A agência de classificação de risco Fitch declarou então que a empresa estava em "default restrito". 
Milhares de investidores de varejo, bem como bancos, fornecedores e investidores estrangeiros devem dinheiro à empresa. Em setembro de 2021, a incorporadora tinha 310 bilhões de dólares em passivos. Em Setembro de 2023, He Keng, antigo vice-chefe do Gabinete Nacional de Estatísticas, disse que projetos de apartamentos inacabados e acabados mas vagos na China poderiam abrigar toda a população chinesa de 1,4 bilhão. Em 29 de janeiro de 2024, um tribunal de Hong Kong ordenou a liquidação da Evergrande.

## Contexto

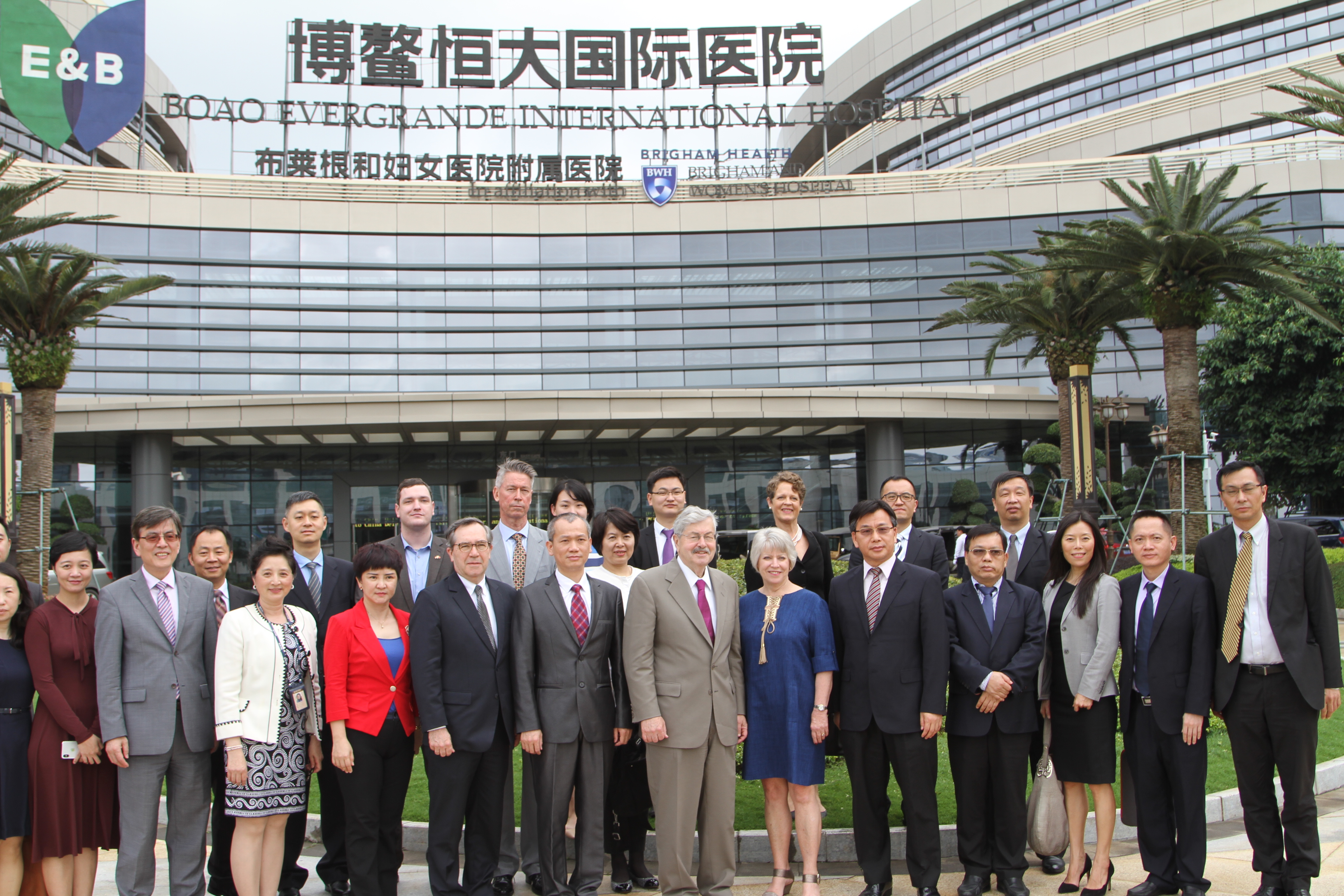
O Embaixador Americano na China, Terry Branstad, visitando um hospital Bo'ao estabelecido conjuntamente por Evergrande e Brigham and Women's Hospital, 2018.

### Estratégia de diversificação de Evergrande

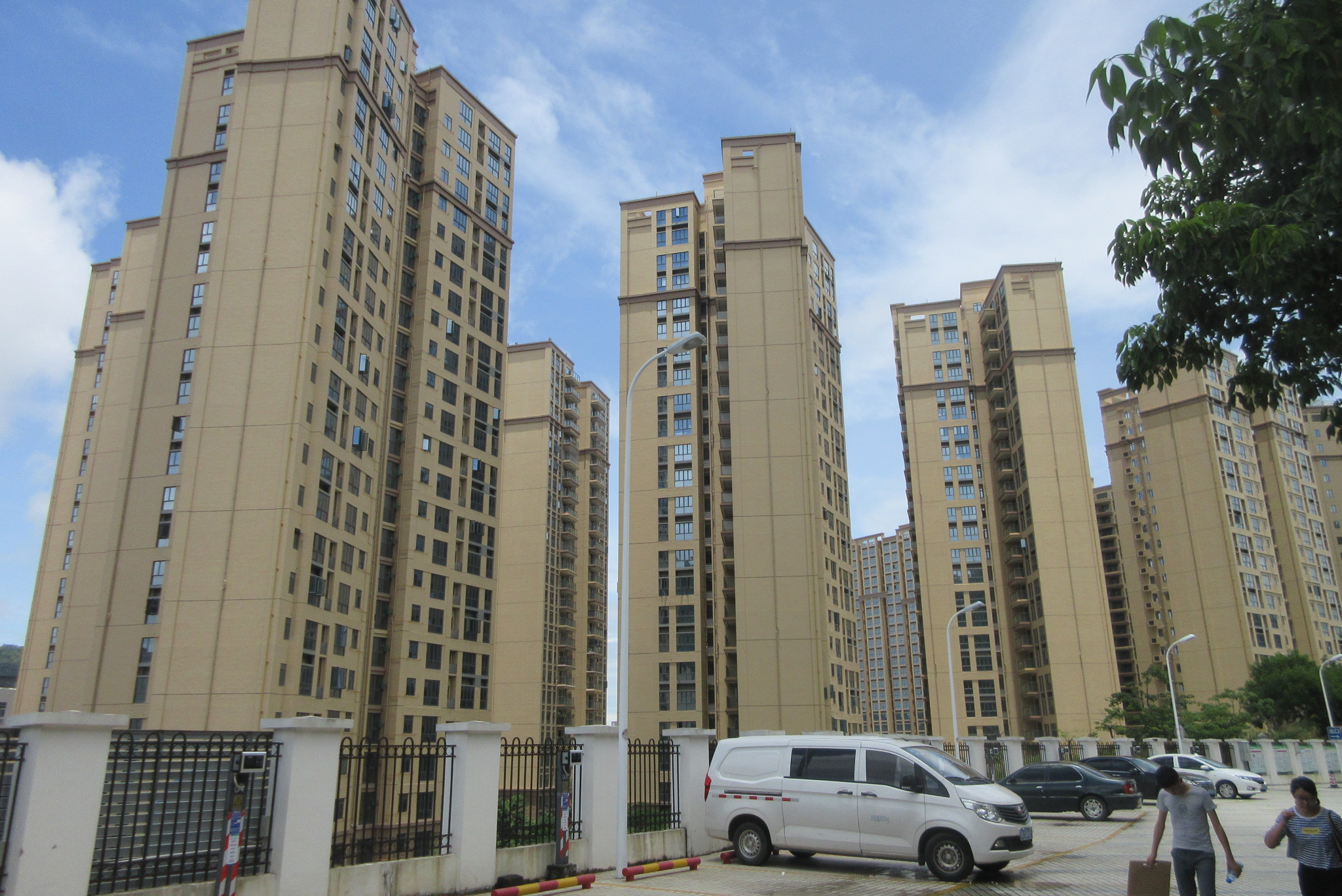
Urbanização em Shenzhen

Só as reservas de terra de Evergrande eram grandes o suficiente para abrigar 10 milhões de pessoas em 2020. No entanto, nos anos anteriores à crise de 2021, Evergrande perseguiu uma expansão agressiva, incluindo empreendimentos em veículos elétricos, parques temáticos, energia e muitos outros setores. Esses investimentos alavancados incluíram a Ocean Flower Island, um projeto de US$ 15,5 bilhões para construir uma ilha artificial na costa norte de Hainan, planos de gastar mais de US$ 7 bilhões entre 2019 e 2021 no desenvolvimento de veículos elétricos e propriedade do Guangzhou FC, o clube de futebol mais rico da China.

#### Produtos de gestão de patrimônio
Em 21 de setembro de 2021, o Financial Times relatou que "Evergrande usou investimentos financeiros de varejo para preencher lacunas de financiamento". A empresa usou o dinheiro para tapar seu próprio financiamento e reembolsar outros investidores em produtos patrimoniais. Os produtos vendidos eram muito arriscados. No entanto, eles foram comercializados amplamente. Os gerentes da Evergrande, por exemplo, pressionaram os subordinados a comprar produtos anunciados com um retorno anual de mais de 10%. O passivo total desses produtos era de 40 bilhões de RMB em setembro de 2021.
Referido como um tipo de financiamento da cadeia de suprimentos, os investidores investem dinheiro em empresas de fachada que falsamente acreditavam que existiam, para complementar o capital de giro. À medida que as vendas dos produtos caíram, seu modelo de negócios se tornou insustentável.

### As "três linhas vermelhas" e outras regulamentações chinesas

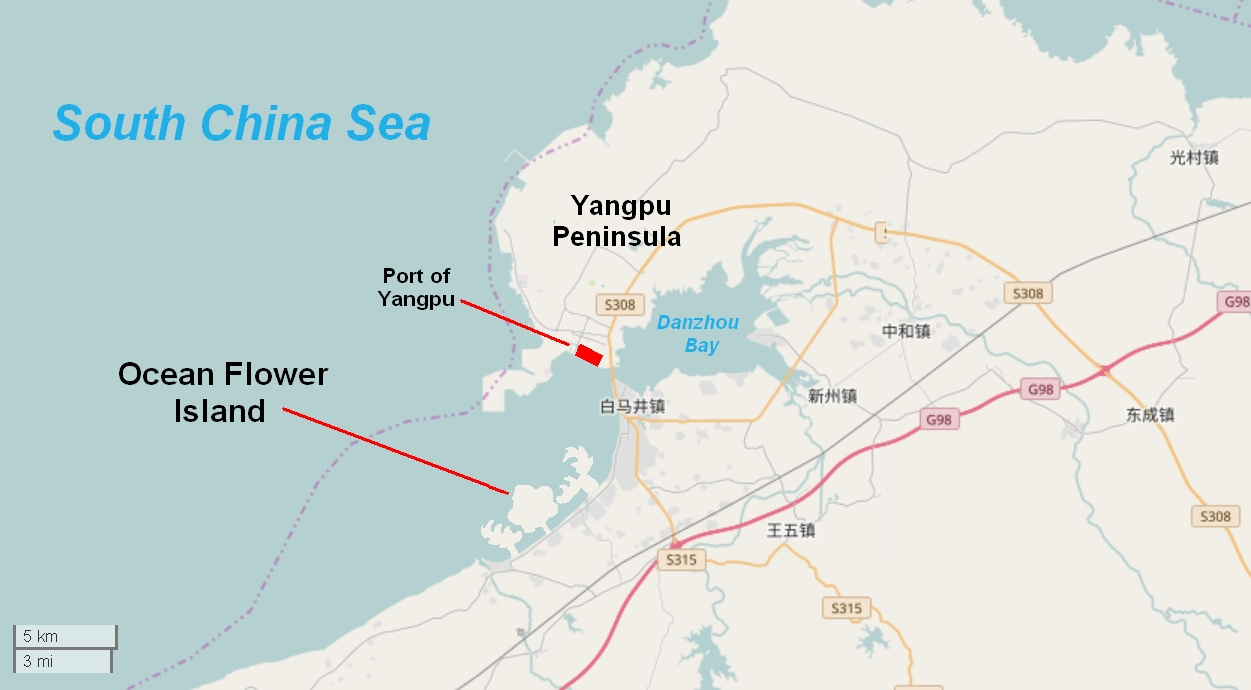
Ocean Flower Island na costa norte de Hainan, perto de Yangpu, no Mar da China Meridional

Em um esforço para controlar o setor de construção altamente endividado, o governo chinês promulgou a Regra de "três linhas vermelhas " em 2020 para regular a alavancagem assumida pelos incorporadores, limitando seus empréstimos com base nas seguintes métricas: dívida em dinheiro, dívida em capital e dívida em ativos. A Evergrande foi considerado por muitos analistas como grande demais para falir. Uma quebra do tipo do Lehman-Brothers teria consequências massivas na economia chinesa e no mundo.
As novas regulamentações afetaram fortemente Evergrande, que havia se alavancado fortemente nos anos anteriores. O preço das ações da empresa ultrapassou a taxa de crescimento de trinta por cento do Índice Hang Seng entre seu IPO de 2009 e 2017. Mas também se tornou o grupo de propriedades mais endividado do mundo no processo. O Financial Times citou o diretor da S&P Global Ratings, que disse que o desenvolvedor estava "tão altamente alavancado que provavelmente violará todos os supostos limites".
Em 8 de outubro de 2021, 14 dos 30 maiores incorporadora s da China haviam violado os regulamentos pelo menos uma vez. essas incorporadora s tiveram vendas totais em 2020 de mais de US$ 672 bilhões.

## História da crise

### Rumores, rebaixamentos e avisos no meio de 2021

#### A carta de advertência
Uma carta circulou online na última semana de agosto de 2021, onde Evergrande informou ao governo da província de Guangdong que eles estavam perto de ficar sem dinheiro. A empresa alega que a carta foi forjada e é "pura difamação", e sua circulação foi feita por uma série de anúncios públicos para reduzir o medo dos investidores e do público.

#### Downgrades para classificação de crédito
Em 22 de junho de 2021, a Fitch rebaixou Evergrande de B + para B, e rebaixou para CCC + em 28 de julho. De acordo com a empresa, o rebaixamento inicial refletiu "a pressão contínua para a Evergrande diminuir seu negócio e reduzir a dívida total".
ao longo de agosto, a Moody's e a S&P Global Ratingsrebaixaram o rating da Evergrande. Em 7 de setembro, a Fitch rebaixou a Evergrande ainda mais de CCC + para CC.

### Perda de pagamento de dívidas e tentativa de venda de ativos

#### Pagamentos de títulos questionados
Em um comunicado em 31 de agosto de 2021, Evergrande alertou que não pagaria suas dívidas se não levantasse dinheiro suficiente para cobri-las. Na época, Evergrande era o incorporador imobiliário mais endividado da China e tem vários grandes pagamentos de títulos a fazer em um futuro previsível. Em 20 de outubro, Evergrande pagou US $ 83,5 milhões em juros para evitar o default dos títulos de 24 de setembro. Em 10 de novembro de 2021, Evergrande deixou de pagar 3 títulos adicionais após perder o período de carência para o pagamento de juros mas supostamente cumpriu os pagamentos após o prazo.

#### Tentativa de venda de ativos
Para levantar capital, o grupo começou a vender alguns de seus ativos. No mesmo dia, Evergrande congelou suas ações na Bolsa de Valores de Hong Kong citando uma "possível oferta geral" em um futuro próximo, mas até 20 de outubro não havia descongelado nem feito anúncios sobre a oferta. Em 20 de outubro, eles anunciaram que o negócio havia fracassado e se aplicava para reabrir a negociação de suas ações. Com exceção de uma participação em um banco regional, até aquela data “não houve nenhum progresso significativo na venda de ativos do grupo”, de acordo com o Evergrande. Em resposta, as ações caíram 13,6%.

#### Exclusão forçada planejada e declarações de inadimplência
Em 19 de novembro de 2021, foi anunciado que o Índice Hang Seng China Enterprises de Hong Kong pretendia remover o Evergrande Group. Os motivos pelos quais as empresas são retiradas da lista geralmente não são fornecidos pelo índice.
Em 7 de dezembro de 2021, foi informado que Evergrande havia perdido pela primeira vez o prazo de pagamento de juros de títulos em dólares norte-americanos ao final de um período de carência de 30 dias, sem sinal de pagamento. Um dia depois, a negociação de ações da desenvolvedora imobiliária chinesa Kaisa Group Holdings foi suspensa depois que uma fonte anônima disse que a Kaisa provavelmente não cumpriria o prazo para a dívida offshore de US$ 400 milhões.
A agência de classificação Fitch rebaixou ainda mais o Evergrande Group (e Kaisa) em 9 de dezembro de 2021 de "C" para "RD", declarando assim que ambos os grupos haviam entrado em default em títulos offshore. No entanto, ambas as incorporadoras imobiliárias ainda não anunciaram oficialmente inadimplências que poderiam levar a processos de reestruturação de dívidas. Em 17 de dezembro de 2021, a agência de classificação de crédito S&P Global declarou a Evergrande em "default seletivo" no que diz respeito aos pagamentos de títulos em dólar dos EUA em aberto.
Em 3 de janeiro de 2022, as negociações das ações da incorporadora foram novamente suspensas, segundo a imprensa chinesa, o motivo da suspensão foi uma ordem do governo para demolir 39 edifícios de um empreendimento em Hainan.

## Contágio

### Mercados ocidentais
As empresas americanas e europeias tinham uma exposição significativa à Evergrande por meio da detenção de títulos corporativos. O Ashmore Group, especialista em mercados emergentes, possuía mais de US$ 400 milhões no final de junho, enquanto o UBS possuía mais de US$ 300 milhões. A BlackRock tinha uma exposição total de $ 400 milhões em todos os seus fundos. Outras empresas tiveram uma exposição menor, com o HSBC tendo uma exposição de US$ 31 milhões.

### China
Em 28 de setembro de 2021, a Sunac comprou de volta $ 34 milhões de seus títulos e negou o pedido de ajuda do governo. Uma carta, que o desenvolvedor alegou ser apenas um rascunho, apareceu online argumentando que as recentes regulamentações em Shaoxing destinadas a controlar os preços dos imóveis haviam deixado um projeto local incapaz de equilibrar as contas.
Em 5 de outubro de 2021, a incorporadora  Fantasia Holdings perdeu o pagamento de um título de US$ 206 milhões que havia vencido no dia anterior, gerando um default.
Em 11 de outubro de 2021, a incorporadora  Sinic Holdings Group Co. alertou que era improvável que pudesse pagar um título de US$ 250 milhões com vencimento em 18 de outubro de 2021.
Em 19 de outubro de 2021, o Sinic entrou em default em US$ 246 milhões em títulos. No mesmo dia, dados oficiais mostraram que a produção imobiliária na China caiu 1,6% no terceiro trimestre, a primeira vez desde o início da pandemia.
Em 20 de outubro de 2021, o National Bureau of Statistics of China publicou dados indicando que os preços das casas caíram na comparação mensal pela primeira vez desde abril de 2015, caindo em mais da metade das cidades pesquisadas.

## Resposta

### Governo chinês
Em 22 de setembro de 2021, os governos dos distritos de Zhuhai e Nanshan, Shenzhen, assumiram o controle da receita de vendas das propriedades de Evergrande em uma conta de custódia controlada pelo estado para proteger os compradores de residências e continuar a construção dos empreendimentos da empresa. Várias províncias têm feito isso desde agosto, já que o desenvolvedor suspendeu centenas desses projetos.
Em 15 de outubro, o governo chinês comentou pela primeira vez sobre a situação de Evergrande, culpando a empresa por seus problemas e dizendo que o contágio do sistema financeiro era controlável. O governo chinês está supostamente trabalhando para reestruturar Evergrande para resolver a crise.

### Outras companhias
A PwC se recusou a comentar sobre sua auditoria de Evergrande durante a crise em curso, pois é um compromisso ao vivo. No entanto, eles receberam críticas por assinar as demonstrações financeiras do desenvolvedor.
Em 7 de outubro, a Chinese Estates Holdings anunciarou sua privatização, a fim de evitar um possível contágio de default Evergrande.